# Karhusjärvi
Karhusjärvi är en sjö i Finland. Den ligger i kommunen Villmanstrand i landskapet Södra Karelen, i den södra delen av landet, 210 km nordost om huvudstaden Helsingfors. Karhusjärvi ligger 59,2 meter över havet. I omgivningarna runt Karhusjärvi växer i huvudsak blandskog. Den är 2,2 meter djup. Arean är 1,26 kvadratkilometer och strandlinjen är 5,73 kilometer lång. Sjön  ingår i Juustila ås huvudavrinningsområde. 